# Bleyen-Genschmar
Bleyen-Genschmar é um município da Alemanha, situado no distrito de Märkisch-Oderland, no estado de Brandemburgo. Tem 29,73 km² de área, e sua população em 2019 foi estimada em 443 habitantes.